# アーク・ロイヤル (空母・3代)
アーク・ロイヤル (HMS Ark Royal, R07) はイギリス海軍の航空母艦。インヴィンシブル級航空母艦の3番艦。同名の艦（アーク・ロイヤル）としては5代目、同名の航空母艦としては3代目である。艦番号はR07、イギリス海軍の旗艦任務をつとめた。

## 艦歴
1978年12月14日に起工し、1981年6月2日に進水、1985年11月1日に就役。計画当初には艦名に「インドミタブル」を用いる案もあったが、最終的に「アーク・ロイヤル」となった。
就役当初には甲板・艦首側にシーダート艦対空ミサイルを装備していたが、1999年から2001年にかけての改装で取り外し、飛行甲板を拡大している。
「アーク・ロイヤル」は2003年のイラク戦争に派遣され、搭載していたシーキング・ヘリコプターを空中衝突で失っている。
2004年には、クイーン・エリザベス級航空母艦の就役が始まる頃の2015年まで「アーク・ロイヤル」を使用することが決定され、それを受けて2006年に艦齢延長工事を行ったが、2010年に打ち出された国防予算の大幅縮減政策により、2011年第一四半期で退役することになった。「アーク・ロイヤル」は2010年12月に最後の航海を終えて母港に帰還した。
2011年3月11日に退役した。
同年、ウクライナ海軍の「ヴァリャーグ」が中国共産党によって秘密裏に購入された先例もあり、中国政府による空母への転用が危惧されていたが、オークションに出品されると12月14日、香港船芸学会が8月に280万ポンドで落札したと報道された。その後公式に落札決定の報道は無く、2012年9月に「インヴィンシブル」の解体を行ったトルコのLeyal Ship Recyclingが、290万ポンドで落札したと報じられた。

## ギャラリー

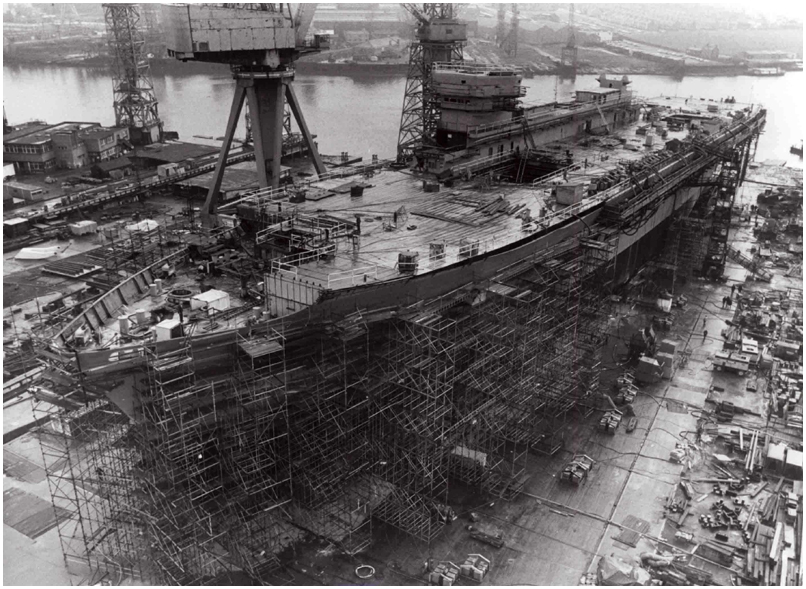
アーク・ロイヤル、1981年3月10日
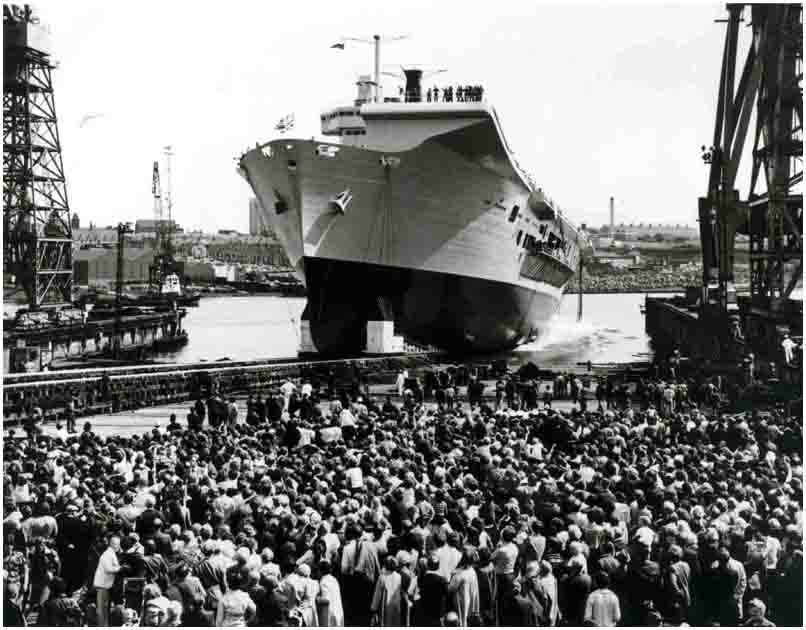
アーク・ロイヤル、1981年6月20日
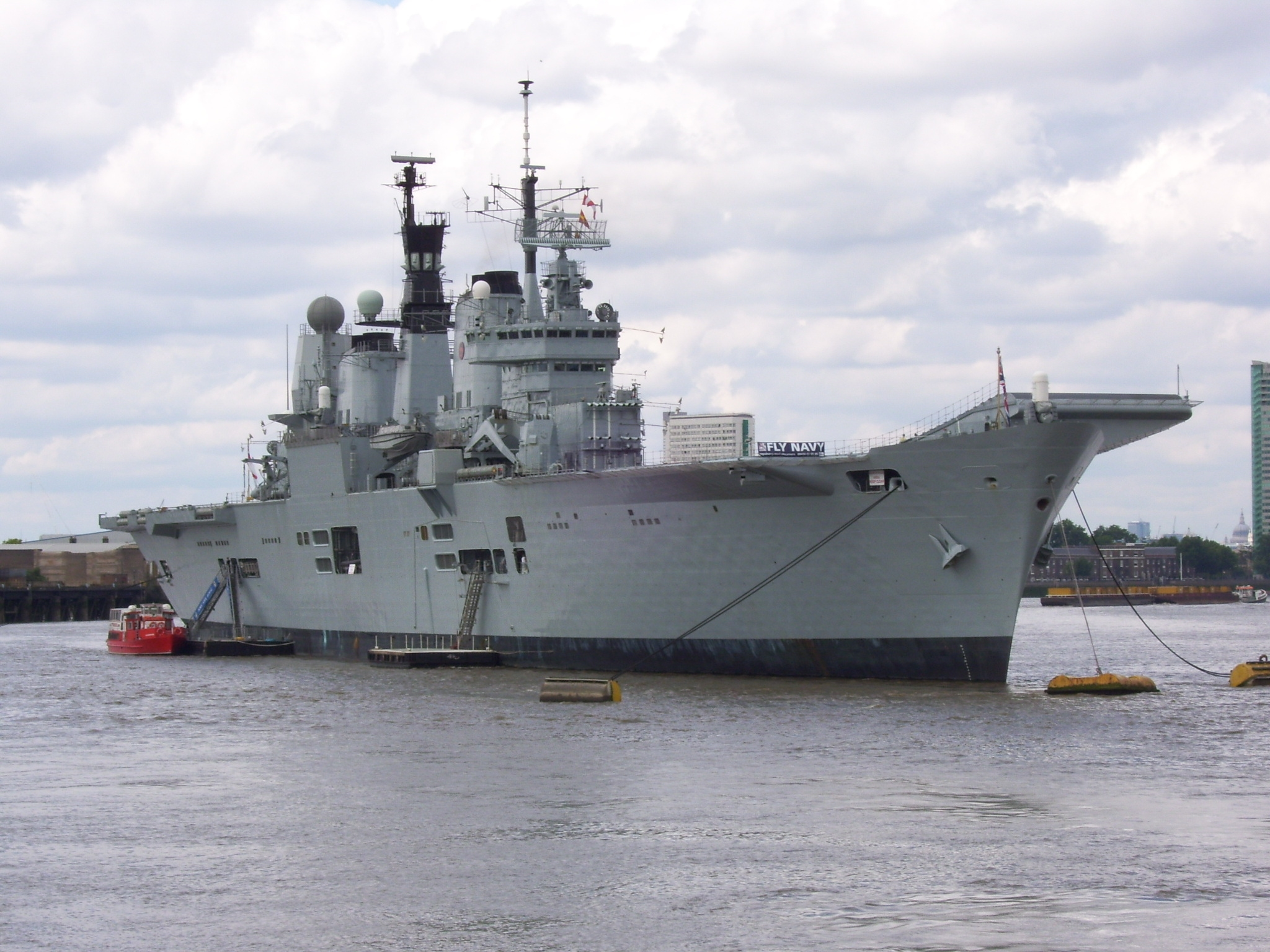
アーク・ロイヤル、2007年6月17日
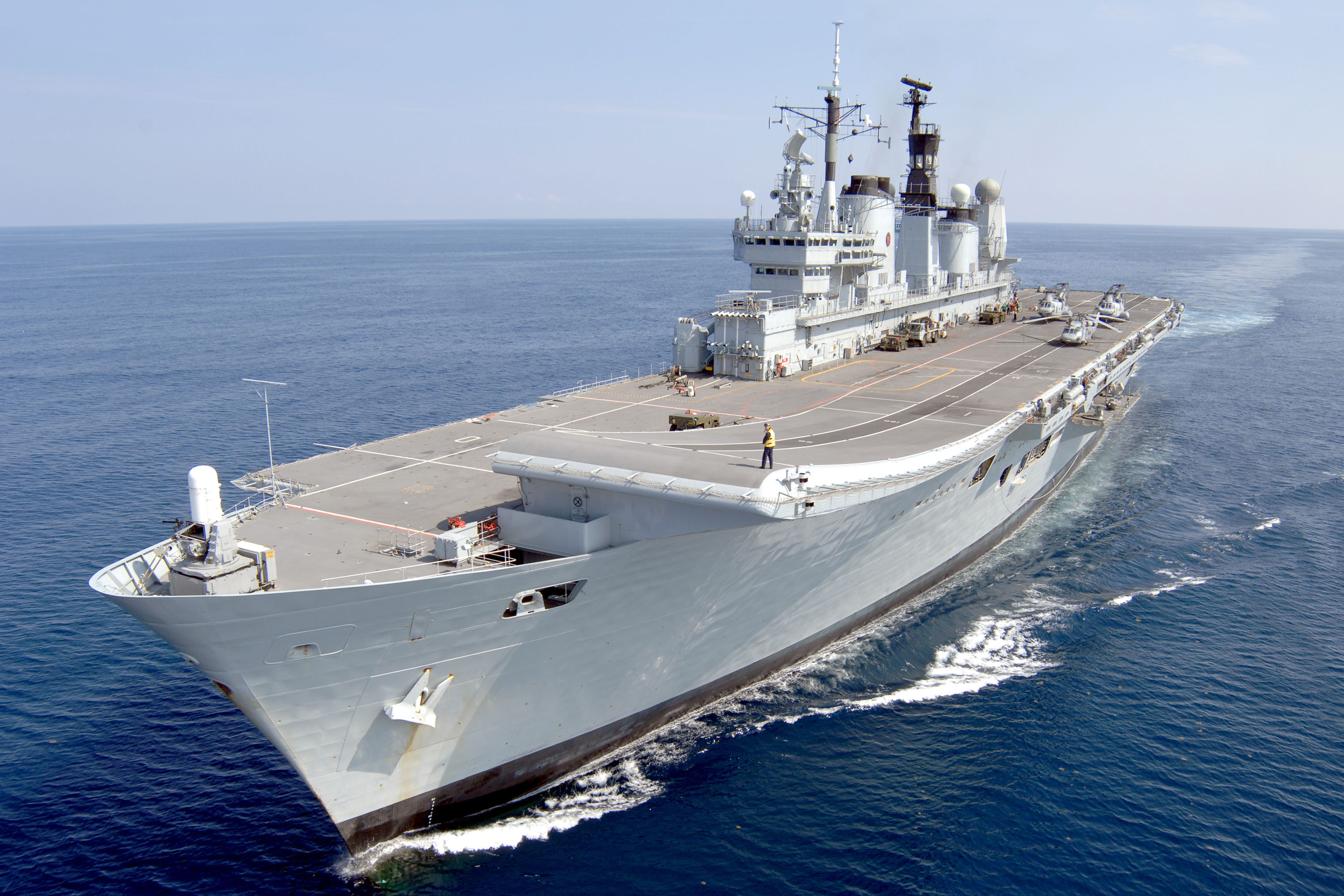
アーク・ロイヤル、2008年
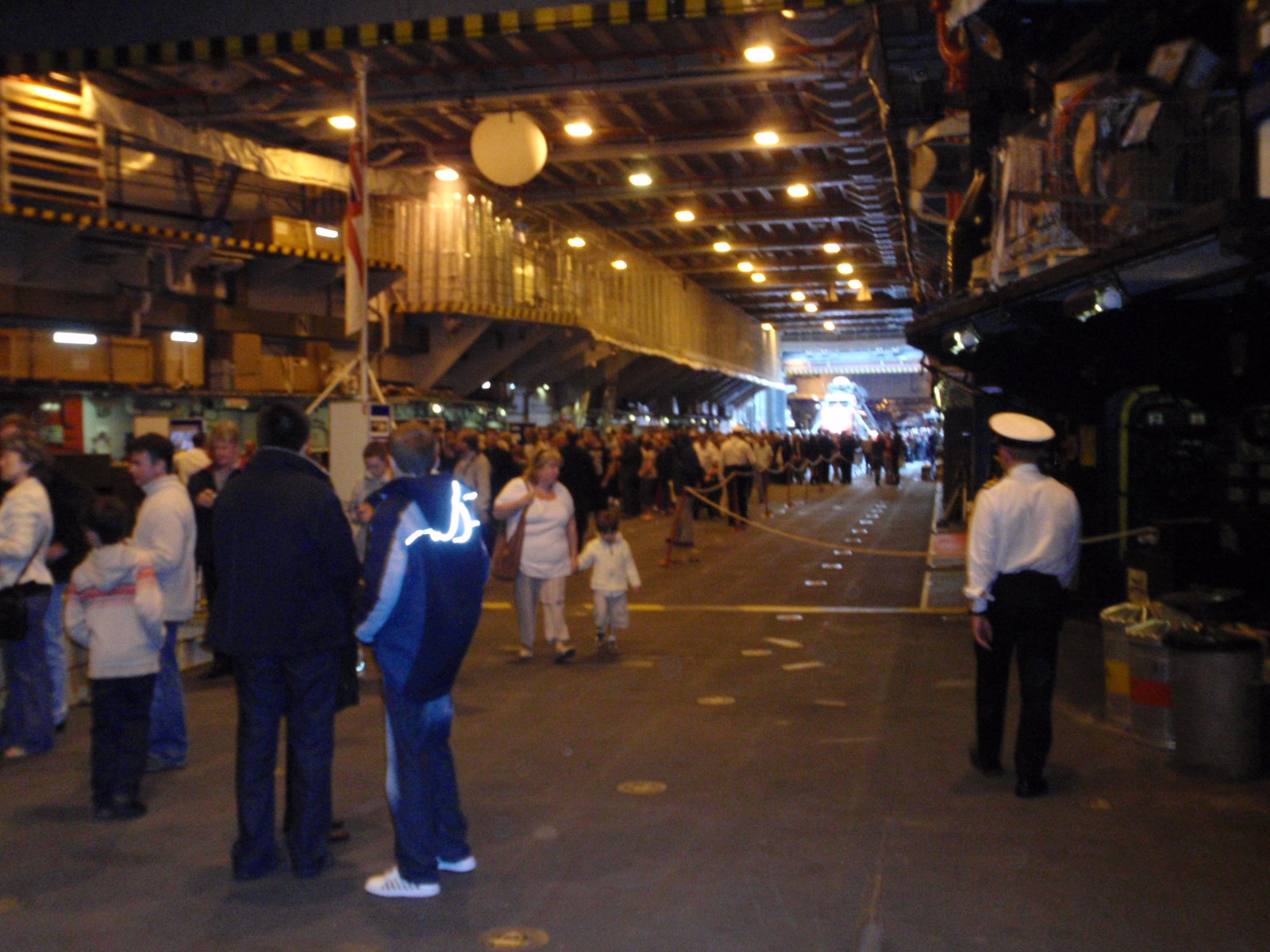
アーク・ロイヤルのハンガー、2008年6月7日